# Lisinopril/hidroclorotiazida
Lisinopril/hidroclorotiazida, vendido bajo el nombre comercial Zestoretic entre otros, es una combinación de los medicamentos lisinopril, un inhibidor de la ECA, y la hidroclorotiazida, un diurético. Se utiliza para tratar la presión arterial alta. Normalmente, se convierte en una opción una vez que una persona está teniendo un buen desempeño en los componentes individuales. Se administra por vía oral.
Los efectos secundarios comunes incluyen mareos, dolor de cabeza, tos y sensación de cansancio. Los efectos secundarios graves pueden incluir angioedema y presión arterial baja. El uso durante el embarazo puede dañar al bebé.
La combinación fue aprobada para uso médico en los Estados Unidos en 1989. Está disponible como un medicamento genérico. En los Estados Unidos, el costo mayorista por dosis es inferior a US$0,05 para el año. En el Reino Unido le cuesta al NHS aproximadamente £0,40 por dosis para el año 2017.  En 2016, fue el 53.er medicamento más recetado en los Estados Unidos con más de 14 millones de recetas.